# فدراسیون فوتبال سومالی
فدراسیون فوتبال سومالی (سومالیایی: [Xiriirka Soomaaliyeed ee Kubadda Cagta] Error: {{Lang}}: متن دارای نشانه‌گذاری ایتالیک است (راهنما)) نهاد اداره‌کننده مسابقات فوتبال و فوتسال در کشور سومالی است.
این فدراسیون که در سال ۱۹۵۱ تأسیس شده عضو کنفدراسیون فوتبال آفریقا و فیفا نیز می‌باشد و مقر آن در شهر موگادیشو است.